# Atrápalos si puedes
Atrápalos si puedes, llamado Catch'em If You Can en la versión original, es un episodio perteneciente a la decimoquinta temporada de la serie animada Los Simpson, estrenado en Estados Unidos el 25 de abril de 2004. Fue escrito por Ian Maxtone-Graham y dirigido por Matthew Nastuk. En el episodio, Marge y Homer, queriendo pasar un tiempo solos, deciden alejarse de Bart y Lisa, pero los niños comienzan a perseguirlos.

## Sinopsis
Todo comienza cuando Bart arma una guerra de globos de agua con los compañeros de escuela. Luego de golpear a Lisa, los niños vuelven a su casa peleando, en donde Marge les dice que irían en familia a Dayton, Ohio, para celebrar el cumpleaños del tío Tyrone. Bart y Lisa, sin embargo, deciden quedarse en su casa, ya que Dayton era un lugar muy aburrido.
Durante la noche, la familia ve una película alquilada sobre la historia de un hombre que pierde a su amada, Homer y Marge la disfrutan y se pierden en la trama, pero pronto Bart y Lisa empiezan a interrumpir y hacer de las suyas y pronto termina en una pelea. Marge enojada empaca sus cosas para el viaje diciendo que nunca tienen tiempo para ellos solos. En el aeropuerto, Homer y Marge, viendo una fila de jóvenes felices que vuelan a Miami, deciden irse con ellos y disfrutar un poco lejos de los niños.
Cuando Bart y Lisa ven la TV, descubren que hubo un tornado en Dayton; destruyendo por completo el hotel donde se suponen se hospedarían sus padres pensando que habían muerto, sin embargo, Marge llama por teléfono, anunciando que estaban perfectamente bien, sin saber lo que veían sus hijos en la televisión. Al escuchar el tono de voz de su madre, Lisa sospecha que algo andaba mal, por lo que se comunica con el número desde el cual Marge había llamado y se comunica con un lujoso hotel de Miami. Enojados al descubrir su engaño, deciden detener a sus padres, Bart y Lisa convencen al Abuelo de ir a Miami, luego de decirle que allí habría muchas ancianas solteras. Mientras los niños van a buscar a Marge y a Homer, el Abuelo va a la playa a buscar a las ancianas, pero no consigue buenos resultados.
Cuando Marge y Homer van al hotel para prepararse para una noche de sexo, ven a Bart y Lisa dormidos esperándolos en la puerta de la habitación, Marge espantada por la sorpresa, se entristece al saber que sus vacaciones a solas se arruinaron, pero Homer decidido a no darse por vencido la convence de irse a otra parte a estar solos. Inmediatamente, escapan, dejando a los niños atrás, pero deciden perseguirles para que no tuvieran ni un momento de diversión. Nadie tendría inconvenientes en los gastos de los pasajes de avión, ya que Homer tenía la tarjeta de crédito de Ned Flanders, mientras Bart había obtenido la de Rod.
Homer y Marge están en Atlantic City cuando ven a los niños una vez más, pero logran camuflarse con otra gente y vuelven a huir. Mientras tanto, el Abuelo, aún en Miami, había encontrado compañía, pero de un anciano llamado Raoul quien "aprecia" las historias de Abraham, pero quien en realidad no lo oía por su sordera. Homer y Marge, finalmente, van a las Cataratas del Niágara, pero los niños los estaban esperando allí. Bart y Lisa los enfrentan, por lo que Homer y Marge, rendidos, les permiten a los niños quedarse con ellos. Bart y Lisa comienzan a armar escándalo en la habitación, mientras Homer y Marge se recuestan desilusionados.
Esa noche, Bart y Lisa, sintiéndose culpables, deciden dejar a sus padres en paz y van a un parque de diversiones. Sin embargo, Marge y Homer ya estaban en el parque y pensando que los niños aún los estaban siguiendo, corren y se refugian en un castillo inflable en reparación. Sin embargo, debido a una sacudida el castillo termina en el río, y la pareja cae por las Cataratas; pese a esto, no se hacen algún daño, aunque ahí mismo en el castillo Homer y Marge se habían quitado la ropa y se encontraban completamente desnudos teniendo relaciones sexuales, por lo que finalmente consiguen pasar tiempo juntos alejados de sus hijos.
De vuelta en Springfield, Ned y Rod Flanders reciben sus resúmenes mensuales de sus tarjetas de crédito y gritan espantados al ver lo que habían gastado Homer y Bart.